# Châtenoy-le-Royal
Châtenoy-le-Royal este o comună în departamentul Saône-et-Loire, Franța. În 2009 avea o populație de 5.970 de locuitori.

## Evoluția populației
| An        | 1975  | 1982  | 1990  | 1999  | 2006  | 2009  |
| --------- | ----- | ----- | ----- | ----- | ----- | ----- |
| Populație | 4.912 | 5.770 | 5.692 | 5.938 | 5.977 | 5.970 |